# It's Alive (album des Ramones)
Cet article concerne l'album des Ramones. Pour l'album de Buckethead, voir It's Alive.
Pour les articles homonymes, voir It's Alive.
Albums de Ramones
Road to Ruin
(1978) Loco Live
(1991)
It's Alive est un album live des Ramones enregistré le 31 décembre 1977 pour le nouvel an au Rainbow Theatre de Londres et publié en 1979. Il comporte 28 chansons issues de leurs trois premiers albums Ramones, Leave Home et Rocket to Russia.

## Groupe
- Chant : Joey Ramone
- Basse : Dee Dee Ramone
- Batterie : Tommy Ramone
- Guitare : Johnny Ramone

Il a été produit par Tommy Erdelyi et Ed Stasium (aussi ingénieur).

## Liste des pistes
1. Rockaway Beach – 2:24
2. Teenage Lobotomy – 1:55
3. Blitzkrieg Bop – 2:05
4. I Wanna Be Well – 2:23
5. Glad to See You Go – 1:51
6. Gimme Gimme Shock Treatment – 1:37
7. You're Gonna Kill That Girl – 2:28
8. I Don't Care – 1:41
9. Sheena Is a Punk Rocker – 2:16
10. Havana Affair – 1:35
11. Commando – 1:40
12. Here Today, Gone Tomorrow – 2:55
13. Surfin' Bird (Al Frazier, Sonny Harris, Carl White, Turner Wilson) – 2:20
14. Cretin Hop – 1:46
15. Listen to My Heart – 1:36
16. California Sun (Henry Glover, Morris Levy) – 1:45
17. I Don't Wanna Walk Around With You – 1:25
18. Pinhead – 2:46
19. Do You Wanna Dance? – 1:39
20. Chainsaw – 1:29
21. Today Your Love, Tomorrow the World – 1:55
22. I Wanna Be a Good Boy – 2:03
23. Judy Is a Punk – 1:14
24. Suzy Is a Headbanger – 1:53
25. Let's Dance (Jim Lee) – 2:03
26. Oh Oh I Love Her So – 1:40
27. Now I Wanna Sniff Some Glue – 1:18
28. We're a Happy Family – 2:07